# Giáo hoàng Clêmentê XI
Clêmentê XI (Latinh: Clemens XI) là vị giáo hoàng thứ 243 của giáo hội công giáo. Theo niên giám tòa thánh năm 1806 thì ông đắc cử Giáo hoàng năm 1700 và ở ngôi Giáo hoàng trong 20 năm 3 tháng 25 ngày.
Niên giám tòa thánh năm 2003 xác định ông đắc cử Giáo hoàng ngày 23, 30 tháng 11 năm 1700, ngày khai mạc chức vụ mục tử đoàn chiên chúa là ngày 8 tháng 12 và ngày kết thúc Triều đại của ông là ngày 19 tháng 3 năm 1721.

## Trước khi thành giáo hoàng